# Весёлое (Яшалтинский район)
Весёлое — село в Яшалтинского района Калмыкии, административный центр Веселовского сельского муниципального образования.
Население — 586 человек (2010)

## Физико-географическая характеристика
Село расположено на юге Яшалтинского района, в пределах Ставропольской возвышенности, на высоте 63 м. Рельеф местности равнинный. С трёх сторон (с юга, запада и севера село окружено полями). В 3,8 км к востоку от села расположено урочище Лиман Большой Бурукшун, относящееся к водной системе Бурукшунских лиманов.
По автомобильной дороге расстояние до столицы Калмыкии города Элиста составляет 220 км, до районного центра села Яшалта - 32 км, до границы со Ставропольским краем - 1,2 км. Ближайший населённый пункт село Зерновое расположено в 4,8 км к северу от Весёлого.
Согласно классификации климатов Кёппена-Гейгера Весёлое находится в зоне континентального климата с относительно холодной зимой и жарким летом (индекс Dfa). Среднегодовая температура положительная и составляет +10,1 С, средняя температура самого холодного месяца января -3,6 С, самого жаркого месяца июля +24,0 С. Среднегодовая норма осадков - 439 мм, наибольшее количество осадков выпадает в июне - 54 мм, наименьшее в феврале и марте - по 26 мм. В окрестностях села распространены тёмно-каштановые почвы и солонцы

## История
Дата основания не установлена. До депортации называлось Будульчинер, относилось к Будульчинеровскому сельском совету Яшалтинского района Калмыцкой АССР. Летом 1942 года посёлок, как и другие населённые пункты района, был кратковременно оккупирован немецко-фашистскими захватчиками (освобождён в январе 1943 года). 28 декабря 1943 года в связи с депортацией калмыков, Калмыцкая АССР была ликвидирована. Посёлок, как и другие населённые пункты Яшалтинского улуса Калмыцкой АССР, был передан в состав Ростовской области, в августе 1949 года переименован в село Весёлое, Будульчинеровский сельсовет - в Весёловский, в июне 1954 года присоединён к Красно-Михайловскому сельсовету
Калмыцкое население стало возвращаться после отмены ограничений по передвижению в 1956 году. Село возвращено вновь образованной Калмыцкой автономной области в 1957 году.
В августе 1971 года с центральной усадьбой в селе Весёлое был образован совхоз "Бурукшун" (на базе земельных владений колхоза «Победа» — 9758 гектаров, колхоза имени Ленина — 3044 га и совхоза «Октябрьский» — 5256 га). Общая площадь пашни составила 6109 гектаров. В период с 1971 по 2001 год в совхозе было построено свыше 150 жилых домов, десятки производственных и животноводческих помещений, объектов социально-культурного назначения, средняя школа на 300 мест, парикмахерские, ПТО, нефтебаза, пекарня.

## Население
| 2002 | 2010 |
| ---- | ---- |
| 447  | ↗586 |

Национальный состав
Согласно результатам переписи 2002 года большинство населения посёлка составляли русские (51 %) и калмыки (29 %)

## Социальная инфраструктура
В посёлке действуют пункт общественного питания, Дом культуры, медпункт, молодёжный центр, парк отдыха, асфальтированы пешеходные дорожки и внутрипоселковая дорога с твердым покрытием. В селе Весёлом действует водопровод, село газифицировано с 1994 года. В 2011 году открыт детский сад.

## Экономика
СПК «Бурукшун» можно по праву назвать селообразующим. В СПК выращивается скот калмыцкой мясной породы. В 2011 году «Буругшун» занял второе место по урожайности в районе. На октябрь 2011 года СПК 1548 голов КРС, 1132 голов овец и 30 лошадей. В 2011 году было собрано 9 960 тонн зерна, урожайность составила 38,3 центнера с гектара, общая прибыль — 9831 тысяча рублей. Среднегодовая численность работников — 127 человек.

## Достопримечательности
Ступа Просветления и православная часовня.